# Anemone griffithii
Anemone griffithii är en ranunkelväxtart som beskrevs av Joseph Dalton Hooker och Thomson. Anemone griffithii ingår i släktet sippor, och familjen ranunkelväxter. Inga underarter finns listade i Catalogue of Life.